# Cahul
Cahul (tiếng Nga: Kagul / Кагул) là một thành phố ở miền Nam Moldova. Thành phố này là trung tâm hành chính huyện Cahul, nó cũng quản lý một ngôi làng, Cotihana. Tính đến ngày 1 tháng 1 năm 2009, nó có dân số ước tính 39.400 người.
Người ta cho rằng thành phố của Cahul có người cư trong nhiều thế kỷ, mặc dù nó đã có một số tên khác nhau trong những năm qua - Scheia tên (tiếng Rumani cổ) đã được ghi lại năm 1502, và tên Frumoasa ("đẹp" trong Rumani) đã được ghi lại năm 1716. Tên hiện đại đã được đưa ra cho khu định cư sau khi trận Kagul, được chiến đấu gần đó.
Thành phố của vị trí đã là một chiến trường thường xuyên cho một số lượng quân đội, sở hữu thường xuyên chuyển đổi giữa các quốc gia như Principality Moldavia, Nga Empire, Đế chế Ottoman.
Thành phố là một phần của Moldavia trước 1812, sau đó thuộc Nga 1812-1856, sau đó một lần nữa Moldavia / Rumani là bậc (1856-1878), sau đó Nga một lần nữa (1878-1918), sau đó Romania một lần nữa (1918-1940), sau đó các Liên Xô (1940-1941), sau đó một lần nữa Romania, Liên Xô (1944-1991) và cuối cùng Moldova (1991 đến nay).
Ngoài những trận chiến đã được chiến đấu trên nó, Cahul cũng được biết đến với spa nhiệt của nó và cho âm nhạc dân gian của nó.